# ألبرت جونسون (منافس ألعاب قوى)
ألبرت جونسون (بالإنجليزية: Albert Johnson)‏ هو منافس ألعاب قوى أمريكي، ولد في 16 أكتوبر 1878، وتوفي في 1971 في سبنسر في الولايات المتحدة.

## وصلات خارجية
- ألبرت جونسون على موقع أوليمبيديا (الإنجليزية)